# آنجوما ایتسارا
آنجوما ایتسارا (به لاتین: Anjoma Itsara) یک منطقهٔ مسکونی در ماداگاسکار است که در ایساندرا واقع شده‌است. آنجوما ایتسارا ۹٬۰۰۰ نفر جمعیت دارد و ۱٬۱۰۲ متر بالاتر از سطح دریا واقع شده‌است.